# Dalle Boccole
I dalle Boccole furono una famiglia patrizia veneziana.

Stemma dei dalle Boccole

## Storia
Nella cronaca attribuita a Pietro Giustinian (XIV secolo) i dalle Boccole compaiono tra le Proles nobilium venetorum, ma non si accenna al luogo di origine, né alle loro caratteristiche distintive. A giudicare dai documenti storici, inoltre, la loro attività politica era inconsistente prima della serrata del Maggior Consiglio (1297). Sulla base di ciò, si può concludere che fossero una casata di nobiltà recente, contemporanea o di poco successiva alla serrata.
La loro entrata ufficiale nel ceto patrizio non è documentata (solo nel 1351 un Nicoletto veniva citato come nobilis vir), ma appare evidente come la loro affermazione sia dovuta alle grandi ricchezze accumulate e alla generosità con cui le prestavano agli esponenti dell'aristocrazia, con i quali riuscirono a creare una fitta rete di legami, anche di parentela.
Il primo a distinguersi in campo economico fu Giovanni dalle Boccole il quale, fra l'altro, aveva acquistato un quantitativo di seta del valore di 6723 lire. Nel suo testamento, donò 3000 lire alla fabbrica della chiesa dei Santi Giovanni e Paolo, mentre negli anni venti del Trecento gli amministratori di un altro suo lascito distribuivano grosse somme di denaro da investire in prestiti, destinati perlopiù a uomini d'affari del ceto nobiliare. Nel 1369 Francesca, vedova di Marino dalle Boccole e madre dei fratelli Nicoletto, Giovanni e Bastardo, otteneva una dote di 1000 lire dall'eredità del marito. Nell'estimo del 1379-1380 un Francesco dalle Boccole (un quarto fratello?) risultava centodiciassettesimo nella lista dei veneziani più ricchi.
I primi esponenti politici compaiono alla metà del Trecento: nel 1350 Giovanni dalle Boccole era nominato podestà di Valle in Istria, mentre l'anno successivo un Nicolò (che potrebbe essere il già citato Nicoletto) veniva nominato avvocato alla curia del procurator. La famiglia raggiunse l'apogeo nel 1381, quando Francesco dalle Boccole divenne membro del consiglio ducale.
Il rapido successo economico e politico raggiunto dai dalle Boccole alimentò certamente il risentimento di alcune vecchie famiglie del patriziato e potrebbe essere all'origine dell'increscioso episodio accaduto a Giovanni dalle Boccole (forse il già citato podestà di Valle) nel 1388, quando sua moglie e sua suocera furono oggetto di ingiurie da parte di Marco Loredan e Alvise Venier, quest'ultimo figlio del doge regnante Antonio Venier.
Nonostante tutto, la loro storia recente impedì ai dalle Boccole di raggiungere le posizioni delle famiglie più prestigiose e antiche. Ciò che però ne decretò la fine fu invece la loro scarsa numerosità: la casata si estinse il 5 agosto 1483 quando l'ultimo suo membro, Francesco di Antonio, morì per i trascorsi di una bastonata inflittagli qualche giorno prima dal falegname Luigi Gofritto.